# Тріумфальна арка (Диканька)
Тріумфальна арка — одна із пам'яток архітектури ансамблю садиби Кочубеїв у Диканці Полтавської області. Побудованана у 1820 р. на честь зустрічі і перебування царя Олександра І, (автор проекту — академік архітектури Луїджі Руска (італ. Luigi Rusca), класицизм). Арку вважають єдиною пам'яткою на землях сучасної України, пов'язаною з увічненням пам'яті про війну і перемогу над вояками Наполеона у війні 1812 року. Пам'ятка архітектури національного значення, охоронний № 589.

## Опис
Знаходиться зліва від автошляху мм. Полтава — Гадяч на повороті до смт. Диканька, до місця розташування палацу князів Кочубеїв.
Автором проекту арки деякі дослідники називають відомого архітектора Луїджі Руска, однак на сьогодні це твердження документально не підтверджується.
Споруда зведена на зразок римських тріумфальних арок. Її композиція побудована на традиційному тридільному членуванні з арковим центральним проїздом шириною 3,38 м та прямокутними, з арковими перемичками боковими проходами шириною по 1,74 м. Тріумфальна арка має 8 колон, що підтримують антаблемент та карниз з модульйонами доричного ордеру, центральна частина якого завершується трьохярусним аттиком.
У нішах, над бічними крилами, первісно знаходилися бронзові барельєфи, на яких відображались події Російсько-французької війни 1812 р.
Загальні розміри споруди: довжина — 11,7 м ширина — 3,08 м, висота 10,7 м.

## Історія

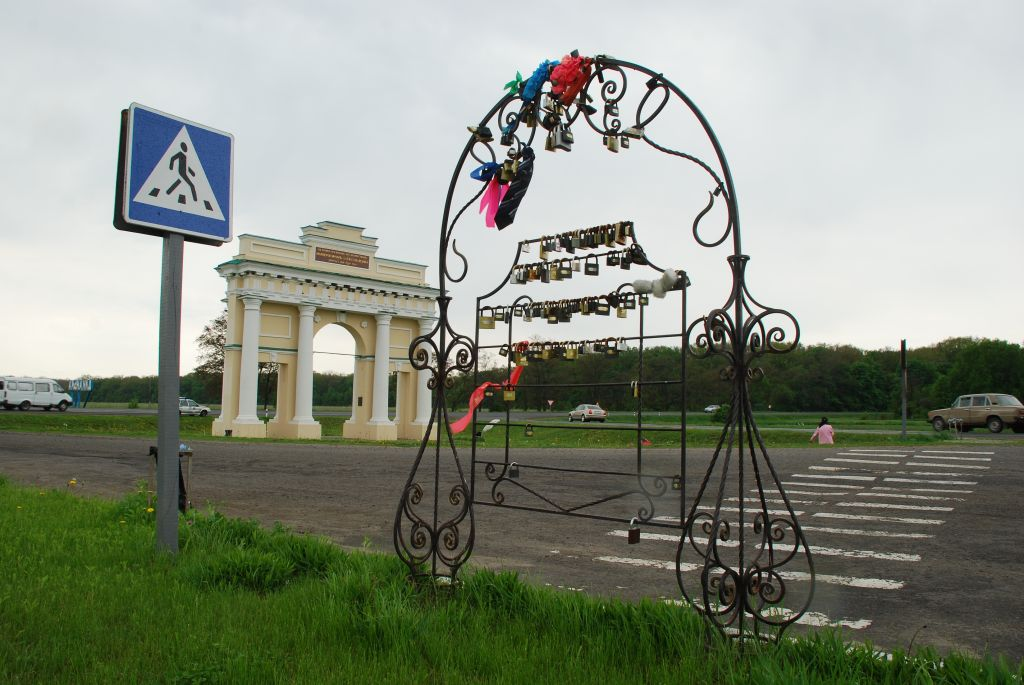
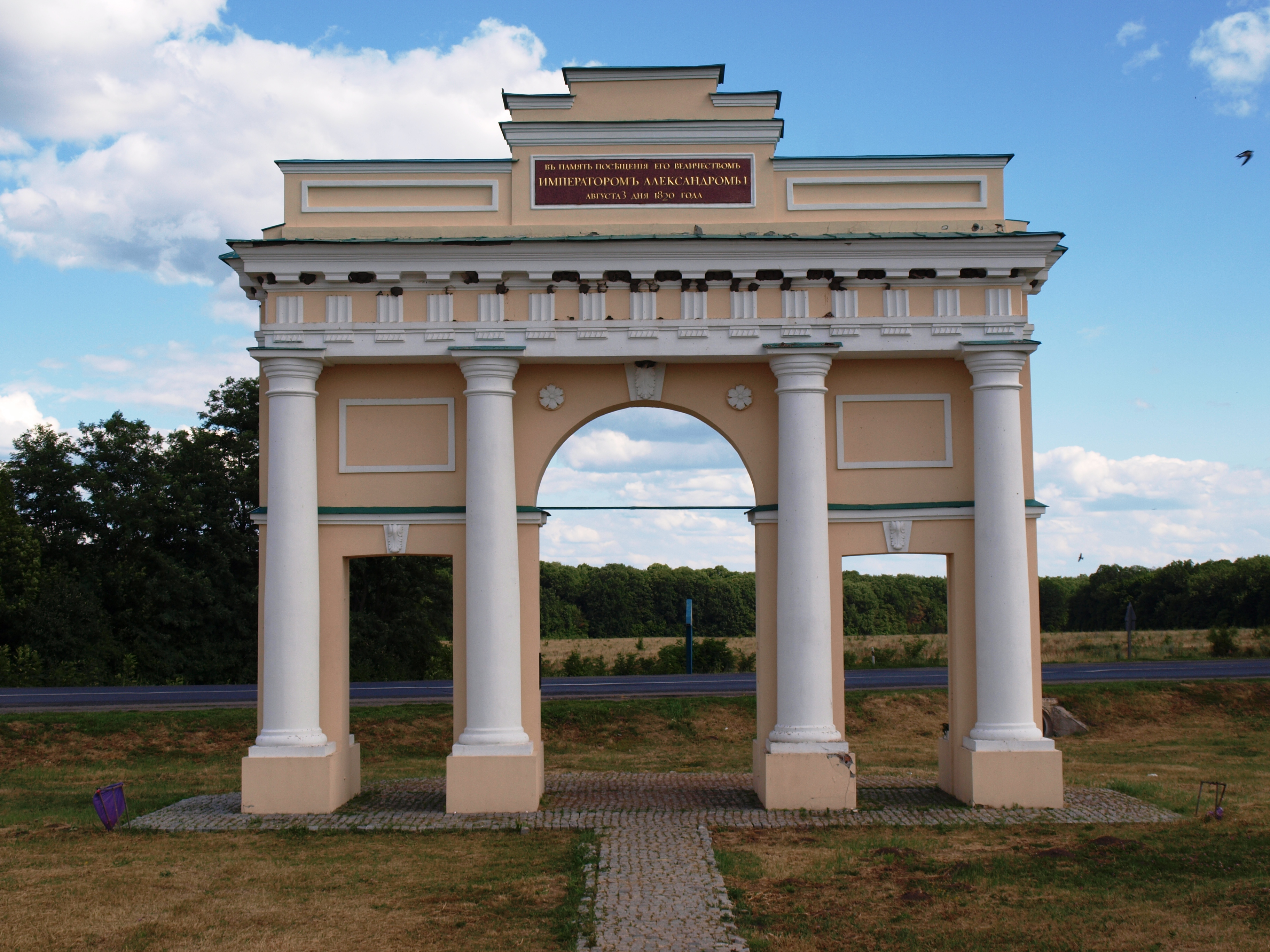

Збудована у 1820 р. коштом власника диканського маєтку князя Віктора Павловича Кочубея в пам'ять про відвідання родинного кочубеївського гнізда російським імператором Олександром І. В подальшому використовувалася як парадний в'їзд до садиби зі сторони шляху мм. Полтава — Гадяч.
28 серпня 1944 р. складено акт технічного стану Тріумфальної арки. Комісія прийшла до висновку, що споруда «сильно обветшала, требует неотложного ремонта».
У червні 1945 р. інженер В. Кузнецова провела детальне обстеження та обміри пам'ятки і, спираючись на отримані результати, виготовила проект її реставрації. Однак далі справа не пішла, й пам'ятка продовжувала руйнуватися.
Восени 1953 р. голова виконкому Диканської районної ради депутатів трудящих П. І. Опришко ухвалив рішення розібрати Тріумфальну арку. Однак виконком Полтавської обласної ради депутатів трудящих своїм листом від 1.10.1953 р. № 20/3961 заборонив ці дії і повідомив, що в наступному, 1954 р. з державного бюджету будуть виділені необхідні асигнування на виконання реставраційних робіт на пам'ятці.
У першій половині 1954 року архітектором Віталієм Пасічним (Полтавська обласна проектна контора «Облпроект») був виготовлений «Проект реставрации триумфальной арки в селі Диканьке Полтавской области», що був затверджений у липні 1954 року. Після цього Полтавська науково-реставраційна майстерня приступила до виконання робіт, вартість яких складала 31,41 тис. карбованців. Однак у повному вигляді арка не була відновлена, оскільки на час реставрації повністю втрачені бронзові барельєфи, які її первісно прикрашали.
Після проведених у 1954 р. реставраційних робіт, протягом кількох десятиліть з інтервалом у 5—10 років, на споруді виконувалися тільки потокові ремонті роботи.
У 2008 р. інститутом «Укрпроектреставрація», архітектор Є. І. Осадчий, було виготовлено нову проектно-кошторисну документацію на виконання реставраційних робіт на Тріумфальній арці. Роботи було проведено коштом Ю. М. Кишенця. Однак і в цьому випадку бронзові барельєфи не було відновлено, оскільки не збереглося навіть їх зображення. Активну роботу із пошуку матеріалів про арку в цей період її вивчення провів місцевий краєзнавець В. П. Скорик.